# Хребет беззаконня
«Хребет беззаконня» (англ. Lawless Range) — вестерн 1935 року студії Republic Pictures режисера Роберта Н. Бредбері та Джон Вейном в головній ролі. Він з'являється у фільмі як «співаючий ковбой», якого озвучив Гленн Стрендж.

## У ролях
| Актор                  | Роль               |
| ---------------------- | ------------------ |
| Джон Вейн              | Джон Мідлтон       |
| Шейла Бромлі           | Ен Мейсон          |
| Френк МакГлін-молодший | Френк Картер       |
| Джек Кертіс            | маршал             |
| Воллі Гоув             | дядько Генк Мейсон |
| Джулія Гріффіт         | тітка Мері Мейсон  |
| Якіма Канутт           | Джо Бьорнс         |
| Ерл Двайр              | Емметт             |